# Djibanar
Djibanar est une localité du Sénégal, située dans le département de Goudomp et la région de Sédhiou, en Casamance, dans le sud du pays.
C'est le chef-lieu de la communauté rurale de Djibanar et de l'arrondissement de Djibanar depuis la création de celui-ci par un décret du 10 juillet 2008. Auparavant Djibanar faisait partie de la région de Kolda
On y dénombre 4 130 personnes et 382 ménages. Djibanar est un village entouré à l'Est Par Simbandi Balante, à l'ouest par Brikama Balante, au Nord par le fleuve Casamance et au Sud par Klonia Manjaque, Saliot Manjaque et Kounayan Balante . Djibanar est fondé par la famille Mansaly dont le chef actuel Djiby Mansaly le nom connu par ses peuples . Djibanar compte plusieurs ethnies comme Balante, Mandingue, Manjaque, Peul , Toucouleur .
Nom de famille:
Mané
Sadio
Mansaly